# Alioune Dramé
 (décembre 2023).
La mise en forme du texte ne suit pas les recommandations de Wikipédia : il faut le « wikifier ».
Les points d'amélioration suivants sont les cas les plus fréquents. Le détail des points à revoir est peut-être précisé sur la page de discussion.
- Les titres sont pré-formatés par le logiciel. Ils ne sont ni en capitales, ni en gras.
- Le texte ne doit pas être écrit en capitales (les noms de famille non plus), ni en gras, ni en italique, ni en « petit »…
- Le gras n'est utilisé que pour surligner le titre de l'article dans l'introduction, une seule fois.
- L'italique est rarement utilisé : mots en langue étrangère, titres d'œuvres, noms de bateaux, etc.
- Les citations ne sont pas en italique mais en corps de texte normal. Elles sont entourées par des guillemets français : « et ».
- Les listes à puces sont à éviter, des paragraphes rédigés étant largement préférés. Les tableaux sont à réserver à la présentation de données structurées (résultats, etc.).
- Les appels de note de bas de page (petits chiffres en exposant, introduits par l'outil «  Source ») sont à placer entre la fin de phrase et le point final[comme ça].
- Les liens internes (vers d'autres articles de Wikipédia) sont à choisir avec parcimonie. Créez des liens vers des articles approfondissant le sujet. Les termes génériques sans rapport avec le sujet sont à éviter, ainsi que les répétitions de liens vers un même terme.
- Les liens externes sont à placer uniquement dans une section « Liens externes », à la fin de l'article. Ces liens sont à choisir avec parcimonie suivant les règles définies. Si un lien sert de source à l'article, son insertion dans le texte est à faire par les notes de bas de page.
- La présentation des références doit suivre les conventions bibliographiques. Il est recommandé d'utiliser les modèles {{Ouvrage}}, {{Chapitre}}, {{Article}}, {{Lien web}} et/ou {{Bibliographie}}. Le mode d'édition visuel peut mettre en forme automatiquement les références.
- Insérer une infobox (cadre d'informations à droite) n'est pas obligatoire pour parachever la mise en page.

Pour une aide détaillée, merci de consulter Aide:Wikification.
Si vous pensez que ces points ont été résolus, vous pouvez retirer ce bandeau et améliorer la mise en forme d'un autre article.
Pour les articles homonymes, voir Dramé.
Alioune Dramé, né vers 1921 et mort le 1er mars 1977, est un économiste, diplomate et homme politique guinéen. Il a également été ambassadeur en Côte d'Ivoire.

## Carrière
Dramé a siégé au premier conseil du gouvernement de la première république de Guinée en tant que ministre de l'économie et des finances à partir de 1957. Dans ce rôle, il a signé les premiers billets de banque de la république, et a établi le franc guinéen en 1960. Dramé a été chargé des plans de développement économique de la Guinée pour les périodes 1960-1963, 1964-1971 et 1973-1979.

## Relations avec les États-Unis
Le 24 avril 1975, Dramé a remis une lettre du président guinéen, Ahmed Sékou Touré, à Gerald Ford concernant la pénurie alimentaire en Guinée et demandant l'aide des États-Unis. Après la signature en 1976 du PL 480 par le gouvernement américain, Dramé retourne aux États-Unis le 27 avril 1976 avec une lettre du président guinéen pour lancer l'accord entre les gouvernements guinéen et américain. Lors de cet accord, Dramé a dirigé une équipe de représentants guinéens pour négocier les vivres titre I et II fournis par le PL 480.

## Arrêter
Dramé était ministre du plan lorsqu'il fut arrêté dans la nuit du 18 au 19 juillet 1976 et incarcéré au camp Boiro. Lors d'une conférence de presse le 2 août 1976, Ahmed Sékou Touré annonce l'arrestation à Conakry de Dramé et de plusieurs autres conspirateurs présumés, dont Telli Diallo, Alpha Oumar Barry et Lamine Kouyaté. Le 15 février 1977, Dramé a été soumis au «régime noir» alors qu'il se trouvait au camp Boiro, ce qui signifiait qu'il ne recevait ni nourriture ni eau jusqu'à sa mort. Il est décédé le 1er mars 19.